# Alfonso Caso
Alfonso Caso y Andrade (Cidade do México, 1 de Fevereiro de 1896 - 30 de Novembro de 1970) foi um arqueólogo mexicano que fez contribuições importantes para o conhecimento das culturas mesoamericanas pré-colombianas, sobretudo daquelas da região de Oaxaca.
Entre muitas de suas notáveis contribuições encontram-se as escavações de Monte Albán, sítio onde trabalhou durante o período de restauro. Ali descobriu o tesouro do enterramento do túmulo 7 de Monte Albán, o mais rico alguma vez descoberto no México no que se refere a objectos de ouro. Os objectos descobertos pertencem à cultura mixteca, e encontram-se actualmente no Museo Regional del Estado de Oaxaca.
Além de Monte Albán, Alfonso Caso participou na descoberta de múltiplos sítios na região Mixteca, como Yucuita, Yucuñudahui, Tilantongo e Monte Negro. Além disso, Caso estabeleceu a cronologia da cidade zapoteca de Monte Albán, e conseguiu decifrar a escrita mixteca contida nos poucos códices pré-colombianos dessa cultura que soberviveram à destruição que se seguiu à conquista do México.
Durante a sua vida Alfonso Caso escreveu várias obras sobre as culturas mixteca, zapoteca e mexica. Acreditava que o estudo sistemático dos povos mesoamericanos poderia ajudar a compreender as raízes culturais dos mexicanos da actualidade.

## Vida académica
Alfonso Caso estudou na Escuela Nacional de Jurisprudencia, actual Faculdade de Direito da Universidad Nacional Autónoma de México (UNAM), onde se graduou como advogado em 1919. Pouco tempo depois ingressou na Escuela Nacional de Altos Estudios onde deu aulas entre 1918 e 1933 e obteve o título de arqueólogo. Em 1932, juntamente com outras dezasseis destacadas figuras mexicanas da época, fundou a Escuela Bancaria y Comercial. Foi membro do El Colegio Nacional a partir de 8 de Abril de 1943. Entre outros cargos desempenhados, Caso foi nomeado director do Instituto de Investigaciones Sociales em 1930, e chefe do Departamento de Arqueologia, História e Etnografia de 1933 e 1934. Liderou as as explorações arqueológicas de Monte Albán entre 1931 e 1943 e foi director do Instituto Nacional de Antropología e Historia (INAH) entre 1939 e 1944.
Depois de deixar o cargo de direcção no INAH, tornou-se reitor da UNAM para o biénio 1944-45, período em que foi aprovada a Lei Orgânica desta universidade que estabeleceu a sua autonomia. Mais tarde participou na fundação do Instituto Nacional Indigenista que dirigiu entre 1949 e 1970.

## Obras seleccionadas
- El teocallí de La Guerra Sagrada (monografia) (1927)
- Las estelas zapotecas (1928)
- Las exploraciones de Monte Albán, (3 volumes, 1931-1937)
- La religión de los aztecas (1936)
- Calendario y escritura de tas Antiguas culturas de Monte Albán (1947)
- El mapa de Teozacoa1co (1949)
- El pueblo del Sol (1953)
- Interpretación del Códice Gómez de Orozco (1954)
- Urnas de Oaxaca (1956)
- Los calendarios prehispánicos (1967)
- El Tesoro de Monte Albán (1969)
- Reyes y reinos de la Mixteca (2 volumes, obra póstuma aparecida em 1977)